# 立柱
立柱（穆麟德轉寫：liju），齊佳氏，中國滿洲鑲紅旗人，中國清朝政府官員，他於1751年以戶科掌印給事中身分接替書昌出任巡視台灣監察御史，該官職滿漢人各一，而滿人的他與錢琦為同任御史。1752年，巡台御史改為三年一次命往，事竣即回，不必留駐候帶。至此，巡台御史變成非常任派駐。始祖奇拔，曾祖拜唐阿原任典儀，妻覺羅氏。子奇山乾隆二十二年進士。同科同旗進士那穆齊禮，其父六十七亦曾爲郎中、戶科給事中外放巡視台灣監察御史，見乾隆二十二年會試同年齒錄。